# Kristinaskolan
Kristinaskolan är en specialskola i Härnösand. Det är en av fem regionala statliga specialskolor, tillika en av totalt tio statliga specialskolor, under Specialpedagogiska skolmyndigheten (SPSM).
Skolan tar emot elever från Norrbottens, Västerbottens, Västernorrlands, Jämtlands och Gävleborgs län. Likt de andra regionala skolorna vänder sig Kristinaskolan till barn och ungdomar med hörselnedsättning eller dövhet och har genom det en tvåspråkig inriktning, mot svenskt teckenspråk och svenska. Vid skolan går barn och ungdomar i årskurs 1–10 samt förskoleklass. Elever går antingen på skolan på hel- eller deltid, för de elever som inte går där heltid erbjuder Kristinaskolan även distansundervisning i teckenspråk. Deltidselever är på Kristinaskolan vissa veckor under året, och resterande läsår får de undervisning på sin ordinarie skola.
Den kursplan som skolan följer liknar den som gäller för den ordinarie grundskolan. Undantagen utgörs bland annat av att man på Kristinaskolan och andra liknande specialskolor även lär sig teckenspråk som är ett eget ämne. Eleverna har även istället för musikundervisning ämnet rörelse och drama, dessutom skiljer sig kursplanerna i ämnena svenska och engelska.
Vid skolan finns det även ett elevinternat. I och med att skolan har Norrland som sitt upptagningsområde erbjuder man de elever som inte bor nära skolan ett boende under veckorna. Då eleverna är unga och många gånger bor långt hemifrån under veckorna erbjuder skolan även olika fritidsaktiviteter. Kristinaskolan har för ändamålet även ett eget fritidshem, Snäckan kallat.
Det har funnits en skola för döva i Härnösand sedan år 1868, den kallades tidigare Döfstumskolan. Skolan drivs sedan år 1948 i statlig regi, och har sedan dess haft sitt nuvarande upptagningsområde.